# Jürgen Möllemann

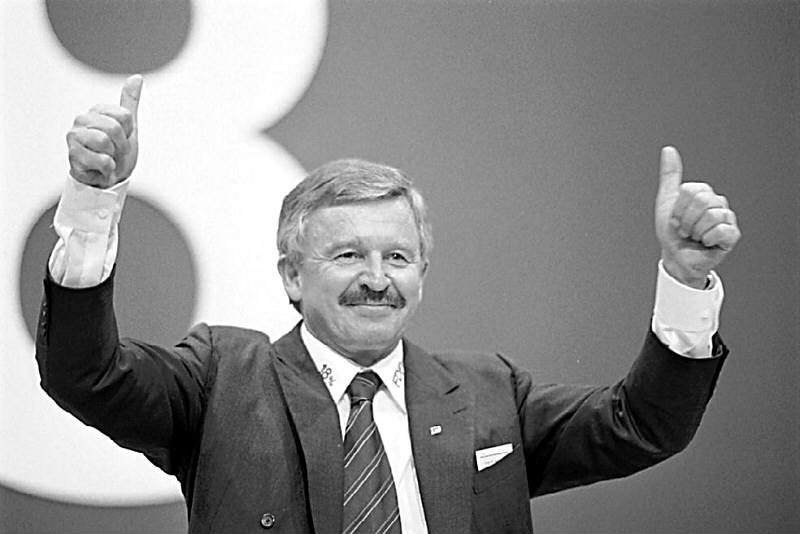
Jürgen Möllemann

Jürgen Wilhelm Möllemann (Augsburg, 15 juli 1945 - Marl, 5 juni 2003) was een Duits politicus voor de FDP. 
Onder Bondskanselier Helmut Kohl was hij van 1987 tot 1991 minister van Onderwijs, van 1991 tot 1993 minister van Economische Zaken en vanaf mei 1992 ook vicekanselier. In januari 1993 trad hij in de nasleep van een schandaal af. Na een comeback in Noordrijn-Westfalen in 2000 raakte hij door omstreden projecten en transacties voor een tweede keer in een negatief daglicht. In 2003 stierf hij onder niet nader bekende omstandigheden tijdens een parachutesprong.
- DBLP: 50/5297
- Gemeinsame Normdatei: 11884282X
- International Standard Name Identifier: 0000 0000 8976 3741
- Library of Congress Control Number: n90720416
- Nationale Bibliotheek van Israël: 987010327283005171
- Système universitaire de documentation: 084149078
- Virtual International Authority File: 37713535
- WorldCat: E39PBJrm9ckMWXf8BQxMX3PvpP